# 河地修
河地 修（かわじ おさむ、1951年3月4日 - ）は、日本文学研究者。専攻は中古文学。主に『伊勢物語』を中心とした研究業績がある。

## 略歴・研究
1951年に山口県に生まれる。1971年に東洋大学に入学し、石田穣二、吉田幸一らに師事する。1978年に博士課程を中退して同校の助手に着任。以降、専任講師、助教授を経て、2003年から東洋大学文学部日本文学文化学科の教授を務める。
研究対象は『伊勢物語』・『源氏物語』などを中心とした平安文学で、中古文学会に所属している。2003年に論文集『伊勢物語論集』を上梓したほか、「阿仏尼本源氏物語」とも呼称される東洋大学蔵伝阿仏尼等筆『源氏物語』帚木巻の解説・翻刻にも携わっている。

## 主な編著書
単著
- 『伊勢物語論集－成立論・作品論－』竹林舎・2003年2月

共編著
- 鈴木一雄監修、河地修編『源氏物語の鑑賞と基礎知識　常夏・篝火・野分』至文堂・2002年3月
- 河地修・古田正幸解説翻刻『阿仏尼本はゝき木』勉誠出版・2008年11月